# 22146 Самаан
22146 Самаан (22146 Samaan) — астероїд головного поясу, відкритий 20 листопада 2000 року.
Тіссеранів параметр щодо Юпітера — 3,327.